# Jurij Kušnerёv
Jurij Sergeevič Kušnerёv (in russo Юрий Сергеевич Кушнерёв?; Mosca, 3 ottobre 1937 – Mosca, 6 gennaio 2019) è stato un regista, attore e produttore cinematografico sovietico.

## Filmografia parziale

### Regista
- Mimino (1977)
- Moj ljubimyj kloun (1986)